# Festival de Saint-Denis
Depuis 1969, le Festival de Saint-Denis propose chaque année au mois de juin, à la Basilique cathédrale Saint-Denis et à la Maison d’Éducation de la Légion d’honneur, une programmation d’œuvres majeures du répertoire et de créations servies par des artistes de renommée internationale comme de jeunes artistes prometteurs.

## Historique
Le Festival de Saint-Denis s’attache depuis 56 ans à marier la musique classique au patrimoine architectural de Saint-Denis. C’est l’une des rares manifestations musicales à pouvoir s’enorgueillir de cette longévité en France et en Europe. C’est sans doute la singularité du Festival, née d’une combinaison exigeante, qui lui permet d’atteindre cet âge : une Basilique du 12ème siècle au cœur d’une ville populaire, en mouvement.
Le Festival s'inscrit dans la longue tradition qui lie la Basilique à la musique depuis son origine avec le chant grégorien des moines de l'abbaye voisine jusqu'au Requiem de Cherubini donné pour la cérémonie en mémoire de Louis XVI en 1817 et commandé par Charles X.
En 1979, le Festival a la formidable opportunité d'accueillir un premier concert avec l’Orchestre National de France dirigé par Seiji Ozawa avec la Huitième symphonie de Mahler dite « Symphonie des mille ». De ce concert est née une fructueuse collaboration avec Radio France, toutes ses formations musicales (Orchestre National de France, Orchestre Philharmonique de Radio France, Maîtrise de Radio France et Chœur de Radio France) mais aussi ses antennes, France Musique dès l'origine et France Inter depuis 2002. Radio France contribue à façonner l'identité du Festival de Saint-Denis par les grands classiques du répertoire choral et symphonique qui trouvent leur plein épanouissement dans l'acoustique généreuse et l'atmosphère recueillie des concerts donnés dans la Basilique. Cette collaboration s’éteint progressivement à partir de 2018. 
Depuis l’édition 2023, c'est Radio Classique qui est le partenaire radio du Festival de Saint-Denis. France 3 Paris Île-de-France en est le partenaire télé depuis de nombreuses années.

## Événements marquants
Certains concerts du Festival sont devenus des références pour les mélomanes : la Deuxième de Mahler dirigée par Seiji Ozawa avec Jessye Norman en 1983, le Requiem de Verdi dirigé à deux reprises par Riccardo Muti en 1982 et en 2009, la Symphonie avec orgue de Saint-Saëns par Myung Whun Chung en 1999, le Te Deum de Haydn par Riccardo Muti en 2000, le Requiem de Fauré par John Nelson en 2003, le War Requiem par Kurt Masur en 2007, la Symphonie n°8 de Bruckner par Myung Whun Chung en 2008, le Requiem de Berlioz par Sir John Eliot Gardiner en 2012, le Requiem de Verdi par Myung Whun Chung en 2015, le Requiem de Berlioz par Valery Gergiev en 2018, la 5ème de Beethoven par Andris Nelsons en 2023,…
D'autres chefs et orchestres ont également marqué l'histoire du Festival tels que Sir Simon Rattle avec l'Orchestra of the Age of Enlightenment (pour la Passion selon Saint-Jean de Bach en 2002), Valery Gergiev et le Marinsky (1996, 1997, 2018), Jean-Claude Casadesus avec l’Orchestre National de Lille en 2008, Pierre Boulez et l’Orchestre de Paris (Messe Glagolitique de Janáček en 2009) ainsi qu'Esa-Pekka Salonen (avec l'Orchestre de Chambre de Stockholm en 1993, avec le Philharmonia Orchestra en 2018).
Parallèlement à ces musiciens de grande renommée, le Festival de Saint-Denis a toujours eu à cœur de présenter dans sa programmation et à son public des chefs d’orchestre en début de carrière. Ce fut le cas par le passé de Kent Nagano (1987), Vladimir Jurowski (2005), Mikko Franck (2016), Daniele Gatti (2014, 2015), James Conlon (1995, 2013), Sir Colin Davis (2008, 2017), Gustavo Dudamel (2007), Antonio Pappano (2019) et plus récemment de chefs tels que James Gaffigan (2014, 2017), Daniel Harding (2012, 2022) Jérémie Rhorer (2024), Lahav Shani (2016), Diego Matheuz (2015), Teodor Currentzis(2017), Nathalie Stutzmann (2012), Raphaël Pichon (2015), Julien Chauvin (2023, 2024), Speranza Scappucci (2018), Alexandre Bloch (2019, 2022), Leonardo García-Alarcón (2017, 2021, 2022, 2023), Mirga Gražinytė-Tyla (2019), Karina Canellakis (2021), Aziz Shokhakimov (2024)...
Le Festival de Saint-Denis a également accueilli : 
- des chefs d’orchestre comme Krzysztof Penderecki, Lorin Maazel, Georges Prêtre, Alberto Zedda, Youri Temirkanov, Michel Plasson, Emmanuelle Haïm, Semyon Bychkov, Laurence Équilbey, Paavo Jarvi, Ophélie Gaillard, Jakub Hrüsa, Fiona Monbet...
- des instrumentistes comme Mstislav Rostropovitch, Maurice André, Sviatoslav Richter, Astor Piazzolla, Isaac Stern, Yuri Bashmet, Katia et Marielle Labèque, Jordi Savall, Hélène Grimaud, Sergei Nakariakov, Fazil Say, Pierre Pincemaille, Renaud Capuçon, Martha Argerich, Jean-Yves Thibaudet, Yefim Bronfman, Misha Maïsky, Gil Shaham, Sergei Khachatryan, Vadim Repin, Gautier Capuçon, David Fray, Janine Jansen, Alisa Weilerstein, Alina Ibragimova, Khatia Buniatishvili, Edgar Moreau, Thomas Adès, Alexandre Tharaud, Julia Fischer, Adam Laloum, Nicholas Angelich, Benjamin Grosvenor, Thomas Dunford, Jean Rondeau, Maxim Vengerov, Momo Kodama, Adrien La Marca, Raphaël Sévère, Daniel Lozakovitj, Quentin Guérillot, David Guerrier, Seong-Jin Cho, Raphaëlle Moreau, Sélim Mazari, Alisa Weilersteine, Sheku Kanneh-Mason, Isata Kanneh-Mason, Lucienne Renaudin Vary, Beatrice Rana, William Sabatier, Liya Petrova, Alexandre Kantorow, Jean-Paul Gasparian, Sir Simon Rattle, Patricia Kopatchinskaja, Carlos Núñez, Celia Oneto Bensaid, Paul Zientara, Florentin Ginot, Marina Chiche, David Kadouch, Trio Sōra…
- des chanteurs comme Régine Crespin, Christa Ludwig, Barbara Hendricks, Ruggero Raimondi, Teresa Berganza, Simon Estes, Margaret Price, Kathleen Battle, José Carreras, Nathalie Stutzmann, Jessye Norman, Marilyn Horne, June Anderson, Véronique Gens, Juan-Diego Florez, Katia Ricciarelli, José Van Dam, Dawn Upshaw, Ian Bostridge, Olga Borodina, Marie-Nicole Lemieux[46], Rolando Villazon, Natalie Dessay, Waltraud Meier, Pavol Breslik, Patrizia Ciofi, Anja Harteros, Stephane Degout, Sonja Yoncheva, Stéphanie d’Oustrac, Varduhi Abrahamyan, Marianne Crebassa, Julie Fuchs, Peter Mattei, Karine Deshayes, Sabine Devieilhe, Sandrine Piau[47], Joyce El-Khoury, Karen Cargill, Brandon Jovanovich, Edgardo Rocha, Iestyn Davies, Michelle DeYoung, Camilla Tilling, Robert Dean Smith, Lea Desandre, Kévin Amiel, Lucy Crowe, Claudia Huckle, Joyce DiDonato, Benjamin Appl, Dame Felicity Palmer, Joshua Stewart, Marianna Pizzolato, Charles Castronovo, Eva Zaïcik, Roberto Alagna, Adèle Charvet, Mariana Flores, Andrew Staples, Camilla Nylund, Selene Zanetti, Xabier Anduaga, Pretty Yende, Sophie Junker, Fabio Trümpy, Mark Milhofer, Alejandro Meerapfel, Jodie Devos, Sophie Karthäuser, Magdalena Kožená, Julie Roset, Stanislas de Barbeyrac, Nahuel Di Pierro, Christiane Karg, Andreas Wolf, Marie-Laure Garnier, Emőke Baráth, Lucile Richardot, Emiliano Gonzalez-Toro, Robert Gleadow, Axelle Fanyo, Sahy Ratia, Guilhem Worms, Jeanine De Bique, Bryn Terfel, Ludovic Tézier…

- des orchestres et chœurs nationaux et internationaux comme l’Orchestre National de France, l’Orchestre Philharmonique de Radio France, le Chœur de Radio France, la Maîtrise de Radio France, l’Orchestre de l’Opéra National de Paris, l’Orchestre de Paris, le Chœur de l’Orchestre de Paris, l’Orchestre national d’Île-de-France, l’Orchestre de Chambre de Paris, l’Orchestre National de Lille, l’Orchestre National du Capitole de Toulouse, l’Orchestre Philharmonique de Strasbourg, le Philharmonia Orchestra, le Gewandhaus de Leipzig, le London Symphony Orchestra, l’Orchestre Philharmonique de Leningrad, l’Orchestre Philharmonique de Rotterdam, le Gürzenich Orchester de Cologne, l’Orchestre Mariinsky, le Royal Philharmonic Orchestra, l’Orchestre de Chambre de Brême, l’Orchestra of the Age of Enlightenment, le Chœur de chambre de Namur, le Göteborg Symphony Orchestra, l’Orchestra dell’Accademia Nazionale di Santa Cecilia, le Monteverdi Choir and Soloists, l’Orchestre National de Bretagne, le Mahler Chamber Orchestra…
- des ensembles indépendants comme La Grande Ecurie et la Chambre du Roy – Jean-Claude Malgoire, Les Arts Florissants – William Christie, La Chapelle Royale – Philippe Herreweghe, Les Musiciens du Louvre – Marc Minkowski, Hesperion XX et XXI – Jordi Savall, Les Talens lyriques – Christophe Rousset, Huelgas Ensemble – Paul van Nevel, Concerto Italiano – Rinaldo Alessandrini, Cappella de’Turchini – Antonio Florio, Accademia Bizantina – Ottavio Dantone, Le Concert d’Astrée – Emmanuelle Haïm, Doulce mémoire – Denis Raisin Dadre, Le Cercle de l’Harmonie – Jérémie Rhorer, Le Poème Harmonique – Vincent Dumestre, Orfeo 55 – Nathalie Stuzmann, L’Arpeggiata – Christina Pluhar, Pygmalion – Raphaël Pichon, Concerto Köln – Evgenii Sviridov, Cappella Mediterranea – Leonardo García Alarcón, Le Balcon – Maxime Pascal, Tenebrae – Nigel Short, La Tempête – Simon-Pierre Bestion, Ensemble Jupiter – Thomas Dunford, s t a r g a z e – Jherek Bischoff, La Chapelle Harmonique – Valentin Tournet, Les Surprises – Louis-Noël Bestion de Camboulas, Le Consort – Justin Taylor, Concert de la Loge – Julien Chauvin, Gli Incogniti – Amandine Beyer…

Sans être un festival de musique contemporaine, le Festival de Saint-Denis a programmé depuis ses débuts de nombreux compositeurs tels que Krzysztof Penderecki, Philip Glass, György Ligeti (1977) ; Steve Reich (1979) ; Luciano Berio, Helmut Lachenmann, John Cage, Michaël Levinas, Pierre Boulez, Peter Eötvös (1984) ; Frank Zappa, Yannis Xenakis (1985), Bernd Aloïs Zimmermann (1987) ; Nicolas Frize (1991, 1996, 2004) ; Maurizio Kagel (1994) ; André Bon, Philippe Hersant, Messiaen (1999) ; Arvo Pärt (2002) ; Gavin Bryars, Tan Dun (2004) ; Thierry Escaich (2005) ; Zad Moutalka (2009) ; John Adams (2011) ; Thomas Adès, Kaija Saariaho (2014) ; Nico Muhly, Stockhausen (2016) ; Bryce Dessner, Richard Reed Perry (2017) ; Joby Talbot, David Bowie (2018) ; Jean-Baptiste Robin, Jean Guillou, Rolande Falcinelli (2019) ; Pedro Garcia-Velasquez (2020) ; Leonardo García-Alarcón, Giacinto Scelsi, George Crumb, Jimi Hendrix, Galina Ustvolskaya (2023) ; Fátima Fonte, Patrik Oláh (2024)…

## Un festival ouvert à de nombreux styles musicaux et d'autres disciplines
Désireux de s’ouvrir à d’autres esthétiques musicales, le Festival présente également depuis ses débuts des concerts jazz, pop et de musiques du monde dans la Basilique de Saint-Denis : Giovanna Marini – Requiem en 1986 ; Composition française de Nicolas Frize en 1991 ; Hughes de Courson avec « Mozart l’Égyptien » en 1998 ; Enrique Morente – Misa Flamenca  en 1999 ; Goran Bregovic – « Mon cœur est devenu tolérant » en 2002 ; Talvin Singh – Song for the inner world avec Ravi Prasad et Rakesh Chaurasia en 2003 ; A Filetta – Requiem – Di Corsica Riposu en 2004 ; Bruno Coulais – Stabat mater en 2005 avec Aïcha Redouane, choeur Mikrokosmos, Laurent Korcia et Guillaume Depardieu ; Osvaldo Golijov – « Ayre » en 2007 ; Craig Armstrong – Memory takes my hand en 2008 ; Titi Robin – Jaadu en 2008 avec Faiz Ali Faiz, Private Domain ; Tunde Jegede - Le Fleuve Niger en 2009 avec Toumani Diabaté, Oumou Sangaré, Kassé Mady Diabaté, le Brodsky quartet ; Laurence Equilbey en 2010 avec Accentus, Rosemary Standley, DJ Murcof, Para One ; Smadj’ – le Oud selon Smadj’ en 2010 avec Ibrahim Maalouf, Natacha Atlas, Mehdi Haddab ; Laurent Voulzy – « Lys and love » en 2012 ; Concerto pour trompette orientale en 2012 et Création d’après les Cantiques d’Hildegard von Bigen en 2014 avec Ibrahim Maalouf ; Qawwali/ Flamenca en 2013 avec Carmen Linares, Faiz Ali Faiz et Chicuelo ; Faada Freddy – « Gospel Journey » en 2015 ; Birds on a wire avec Rosemary Standley, Dom La Nena et le Britten Sinfonia en 2016 ; Blackstar de David Bowie en 2018 avec Anna Calvi, Jeanne Added, Soap&Skin, Laetitia Sadier, Jherek Bischoff et l’ensemble stargaze ; Mother en 2019 avec Rufus Wainwright, Martha Wainwright, Laurence Bekk-Day ; Prophète(s) en 2019 avec Georges Abdallah, Milena Jeliazkova, et l’ensemble La Tempête, dirigé par Simon-Pierre Bestion ; MC Solaar en 2022 ; Gregory Porter en 2023 avec l’Orchestre national d’Île-de-France, dirigé par Fiona Monbet, Beethoven celtique en 2023 avec l’Orchestre National de Bretagne, dirigé par Grant Llewellyn, et Bryn Terfel, Carlos Núñez ; Blick Bassy en 2024 avec Yael Naim, La Chica, Piers Faccini ; Souad Massi en 2024 avec l’Orchestre national d’Île-de-France (dir. Fayçal Karoui)...
En 2000, le Festival passe commande à Robert Wilson d’une grande exposition « Le Tombeau de Suger » présentée dans la Basilique sur une musique de Michael Galasso. Par ailleurs, le Festival a co-produit et présenté durant le Festival les spectacles de Philippe Decouflé présentés dans la Chaufferie à Saint-Denis : Denise (1995), Micheline (1996), Stella (1997) et Solo en 2005 au Théâtre Gérard-Philipe. En 2012, Bartabas a présenté dans le cadre du Festival son « Lever de soleil » avec Mehdi Haddab dans le Parc de la Maison d’éducation de la Légion d’honneur. En 2015, le Festival expérimente même le « concert théâtral » avec « La Dernière Nuit - Funérailles royales au temps de Louis XIV », scénographie par Jean Bellorini et Mathieu Coblentz, avec Vox Cantoris, le Chœur de Chambre de Namur, Cappella Mediterranea, l’Orchestre Millenium, Leonardo García Alarcón (dir.),.
Le Festival de Saint-Denis a aussi proposé des lectures à la Maison d’éducation de la Légion d’honneur : « Autour de Patrice Chéreau » avec Patrice Chéreau, Charlotte Rampling, Jean-Louis Trintignant, Pascal Greggory, Dominique Blanc, Valeria Bruni-Tedeschi, Marianne Faithfull en 2009 pour les 40 ans du Festival ; Benjamin Lazar, autour de Louis XIV en 2015 ; Julie Depardieu et Charles Berling, textes et musique en 2016.

## Un festival ouvert sur son environnement
Depuis l’édition 2024, le Festival propose plusieurs formats inédits : un concert en avant-première à l’Église Saint-Denys-de-l’Estrée (dont Viollet-le-Duc fut l'architecte) ; des concerts intimistes dans le magnifique choeur haut de la Basilique ; un Festival de Saint-Denis pour les petits ; un ciné-concert dans la Basilique.
Le Festival est aussi et avant tout une histoire commune à l'ensemble des habitants du territoire. Depuis 30 ans, le Festival de Saint-Denis organise tout au long de l’année, en amont de chaque édition, de très nombreuses actions de sensibilisation pour petits et grands afin de rendre accessible sa programmation : publics scolaires, étudiants, jeunes musiciens des conservatoires et écoles de musique, associations, médiathèques… Le Festival implique aussi les habitants à l’événement en constituant un réseau de bénévoles toujours en action, comme relais d’information puis pour accueillir le public les soirs de concerts. Des écrans géants retransmettent également chaque année en direct sur le parvis quelques concerts donnés dans la Basilique. Grâce aux transats, les habitants de Saint-Denis et d’ailleurs peuvent assister aux concerts gratuitement dans d’excellentes conditions.
Depuis sa création en 1969, seulement trois directeurs se sont succédé : Bernard Neveu, Jean-Pierre Le Pavec (1979 – 2011) et Nathalie Rappaport (depuis 2011).
Par ailleurs depuis plus de 20 ans, le Festival organise, via son volet Métis Plaine Commune, des concerts gratuits et en plein air sur le territoire de la communauté d'agglomération (Saint-Denis, Pierrefitte-sur-Seine, Stains, Épinay-sur-Seine, Villetaneuse, La Courneuve, Aubervilliers, Saint-Ouen-sur-Seine, L’Île-Saint-Denis) consacrés au croisement des musiques « savantes » et de tradition orale.